# The BOBs
The BOBs (zu englisch Best of the Blogs) sind internationale Weblog-Awards, die von 2004 bis 2016 jährlich vom deutschen Auslandssender Deutsche Welle vergeben werden. Bei The BOBs legt die Deutsche Welle ein besonderes Augenmerk auf die Förderung von Informations- und Pressefreiheit in vielen Ländern der Erde. Seit 2005 vergibt die Deutsche Welle in Kooperation mit Reporter ohne Grenzen den Reporters Without Borders Award.
Für The BOBs können Weblogs, Podcasts oder Videoblogs aus aller Welt vorgeschlagen werden, die in einer der folgenden elf Wettbewerbssprachen geschrieben oder produziert sind: Arabisch, Chinesisch, Deutsch, Englisch, Französisch, Indonesisch, Bengalisch, Persisch, Portugiesisch, Russisch, Ukrainisch, Türkisch, Hindi und Spanisch.

## Preiskategorien
Die Preiskategorien und deren Bezeichnungen haben sich im Laufe der Jahre etwas gewandelt. Es gibt Jury-Preise (Jury Awards) und Publikumspreise (User Awards oder People’s Awards). Früher wurden Bestes Weblog-Preise vergeben, bei den letzten Preisvergaben waren es dann Publikumspreise (People’s Awards).

## Besonderheiten
Die BOBs sind ein Jury- und ein User-Award. Alle Preise werden einmal als Jury und einmal als User-Award vergeben. Die Publikumspreisträger werden durch ein weltweites Online-Voting entschieden.
Die Jury-Preise werden durch eine internationale Blogger-Jury verliehen. Sie bestimmt aus den User-Vorschlägen aus aller Welt die Liste der Nominierten und trifft sich in Berlin, um gemeinsam die Jurygewinner zu ermitteln.

## Blogopedia
Die Blogopedia ist ein redaktionell betreutes internationales Weblogverzeichnis in zehn Sprachen, das ganzjährig auf der Website der BOBs zur Verfügung steht. In der Blogopedia können Einträge nach kombinierbaren Kriterien wie Titel, Autor, Land, Sprache oder Typ durchsucht werden. Die Blogopedia listet Weblogs, Podcasts und Videoblogs. Alle Einträge in der Blogopedia können von Nutzern bewertet und kommentiert werden.

## Liste der bisherigen Preisträger
Im Folgenden sind die bisherigen Preisträger aufgeführt.

### 2004
| Preis                           | Jury-Preis                       | Nutzer-Preis                         |
| ------------------------------- | -------------------------------- | ------------------------------------ |
| Bestes Weblog                   | 18摸狗日报                       | Por um Punhado de Pixels             |
| Bestes Thema                    | El Hombre Que Comía Diccionarios | Estraga Filmes                       |
| Bestes Design                   | La malarosa                      | Замок-блог Эргэла, Северного Дракона |
| Beste Innovation                | Domino – Cover by Cover          | Radio RSS                            |
| Bestes Weblog auf Arabisch      | Moodless.net                     | Beyond Normal                        |
| Bestes Weblog auf Chinesisch    | 18摸狗日报                       | 声色犬马－平客的虚无笔记             |
| Bestes Weblog auf Deutsch       | medienrauschen                   | BILDblog                             |
| Bestes Weblog auf Englisch      | Lawrence Lessig Blog             | Editor: Myself                       |
| Bestes Weblog auf Portugiesisch | Ponto Media                      | Ricardo Noblat                       |
| Bestes Weblog auf Russisch      | Блог журналистки Наташи Мозговой | Time O'Clock                         |
| Bestes Weblog auf Spanisch      | Periodistas 21                   | Caspa.tv                             |

### 2005
| Preis                           | Jury-Preis                         | Nutzer-Preis                                    |
| ------------------------------- | ---------------------------------- | ----------------------------------------------- |
| Bestes Weblog                   | Más respeto, que soy tu madre      | Tupiniquim                                      |
| Bestes Multimedia-Blog          | Blog à la ciboulette               | Blog à la ciboulette                            |
| Bester Podcast                  | Antiwave                           | Antiwave                                        |
| Reporter ohne Grenzen-Preis     | Manal and Alaa's Bit Bucket        | Chronique déplaisante d'une dictature ordinaire |
| Bestes Weblog auf Arabisch      | Hawleyat Al Ashjar                 | Nisrine coeur de lion                           |
| Bestes Weblog auf Chinesisch    | Massage Cream                      | 刀侧畔千帆过                                    |
| Bestes Weblog auf Deutsch       | Lyssa's Lounge                     | Riesenmaschine – das brandneue Universum        |
| Bestes Weblog auf Englisch      | Global Voices Online               | Body and Soul                                   |
| Bestes Weblog auf Französisch   | AgoraVox, le journal media citoyen | Lire est un plaisir                             |
| Bestes Weblog auf Persisch      | san newescht                       | Iran Paparazzi                                  |
| Bestes Weblog auf Portugiesisch | NoMínimo Weblog                    | Kibe Loco                                       |
| Bestesr Weblog auf Russisch     | Planet Afghanistan                 | Planet Afghanistan                              |
| Bestes Weblog auf Spanisch      | Jabalí Digital                     | Caspa TV                                        |

### 2006
| Preis                            | Jury-Preis                             | Nutzer-Preis                           |
| -------------------------------- | -------------------------------------- | -------------------------------------- |
| Bestes Weblog                    | Sunlight Foundation                    | Lisa Neun                              |
| Bester Podcast                   | Muzimei Studio                         | Haftegi                                |
| Bestes Unternehmens-Weblog       | Football-Club                          | Blog do Tas                            |
| Reporter ohne Grenzen-Preis      | Tanine Sokut y Kosoof (two Preiss)     | Blog da Alcinéa Cavalcante             |
| Blogwurst Preis                  | aref-adib                              | Unusual Real Man                       |
| Bestes Weblog auf Arabisch       | Jar el Kamar                           | Nostalgic Story Teller                 |
| Bestes Weblog auf Chinesisch     | The Colourful World – Shuweicao’s Blog | The Colourful World – Shuweicao’s Blog |
| Bestes Weblog auf Deutsch        | Letters from Rungholt                  | Beetlebum                              |
| Bestes Weblog auf Englisch       | PaidContent.org                        | Black Looks                            |
| Bestes Weblog auf Französisch    | La Buvette des Alpages                 | La Buvette des Alpages                 |
| Bestes Weblog auf Niederländisch | Bureau Belgrado                        | Bieslog                                |
| Bestes Weblog auf Persisch       | Zeitun                                 | n/d                                    |
| Bestes Weblog auf Portugiesisch  | Apocalipse Motorizado                  | Garotas Que Dizem Ni                   |
| Bestes Weblog auf Russisch       | Magazeta: All about China              | Magazeta: All about China              |
| Bestes Weblog auf Spanisch       | La Huella Digital                      | Mangas Verdes                          |

### 2007
| Preis                            | Jury-Preis                                        | Nutzer-Preis                   |
| -------------------------------- | ------------------------------------------------- | ------------------------------ |
| Bestes Weblog                    | Fotomania                                         | Blog do Tas                    |
| Bester Podcast                   | Die Gefühlskonserve                               | Nerdcast                       |
| Bestes Videoblog                 | Alive in Baghdad                                  | Cat Ear Baby's Videoblog       |
| Reporter ohne Grenzen-Preis      | Jotman                                            | Nora Younis                    |
| Blogwurst Preis                  | Little Galerie                                    | Yo contra el mundo             |
| Bestes Weblog auf Arabisch       | Aljazeera Talk                                    | Imtidad                        |
| Bestes Weblog auf Chinesisch     | Lian Yue's Eighth Continent                       | Lian Yue's Eighth Continent    |
| Bestes Weblog auf Deutsch        | Behindertenparkplatz                              | Bestatterweblog                |
| Bestes Weblog auf Englisch       | Valour-IT                                         | RidorLive                      |
| Bestes Weblog auf Französisch    | Actualités de la république démocratique du Congo | ouVertures.info                |
| Bestes Weblog auf Niederländisch | Frankwatching                                     | Volkskrantblog                 |
| Bestes Weblog auf Persisch       | 35 Grad                                           | Masih Alinejad                 |
| Bestes Weblog auf Portugiesisch  | Blog do Tas                                       | Pensar Enlouquece, Pense Nisso |
| Bestes Weblog auf Russisch       | /dev/karlson/mind.log                             | /dev/karlson/mind.log          |
| Bestes Weblog auf Spanisch       | A mis 95                                          | A mis 95                       |

### 2008
| Preis                            | Jury-Preis                            | Nutzer-Preis                      |
| -------------------------------- | ------------------------------------- | --------------------------------- |
| Bestes Weblog                    | Generation Y                          | Science Squirrel                  |
| Bester Podcast                   | Radio Grinch                          | Bola Nas Costas Iscuitantes       |
| Bestes Videoblog                 | Voices of Africa                      | Videoblog do Trajano              |
| Reporter ohne Grenzen-Preis      | 曾金燕博客 and 4equality (two Preiss) | Generation Y                      |
| Blogwurst Preis                  | Maratochka                            | Mister Oof                        |
| Bestes Weblog auf Arabisch       | Ohod                                  | Vor der Flut                      |
| Bestes Weblog auf Chinesisch     | 刘晓原的BLOG                          | Science Squirrel                  |
| Bestes Weblog auf Niederländisch | Foodlog                               | Free Opinion Venezuela            |
| Bestes Weblog auf Deutsch        | Mädchenmannschaft                     | Naher und Mittlerer Osten – الشرق |
| Bestes Weblog auf Englisch       | Political Party Blog                  | The Consumerist                   |
| Bestes Weblog auf Französisch    | Le Blog de Yoro                       | Vos photos                        |
| Bestes Weblog auf Indonesisch    | Media Ide                             | maseko's weblog                   |
| Bestes Weblog auf Persisch       | freelancer                            | Ich und MS                        |
| Bestes Weblog auf Portugiesisch  | Querido Leitor                        | Querido Leitor                    |
| Bestes Weblog auf Russisch       | MetroDream by Russos                  | ##1244462644726369HNIOWAST##      |
| Bestes Weblog auf Spanisch       | 233grados.com                         | Bestiaria                         |

### 2009–2010
| Preis                                | Jury-Preis                                            | Nutzer-Preis      |
| ------------------------------------ | ----------------------------------------------------- | ----------------- |
| Bestes Weblog                        | Ushahidi                                              | Osama Romoh       |
| Bester Podcast                       | Cajun French Language Tutorials                       | Radiokalu         |
| Bestes Videoblog                     | Mr. Free Man                                          | Malviviendo       |
| Reporter ohne Grenzen-Preis          | We are Journalists                                    | Holom Akhdar      |
| Blogwurst Preis                      | Blogs do Além and Wake up, Mr. Green (two Preiss)     | Ibda3at           |
| Special Topic Preis – Climate Change | Coluna Zero                                           | Ecoplaneta        |
| Bestes Weblog auf Arabisch           | Osama Romoh                                           | Medad             |
| Bestes Weblog auf Bengalisch         | Ali Mahmeds Blog                                      | Ali Mahmeds Blog  |
| Bestes Weblog auf Chinesisch         | Ke Neng Ba                                            | Ke Neng Ba        |
| Bestes Weblog auf Deutsch            | Der Postillon                                         | Der Postillon     |
| Bestes Weblog auf Englisch           | Talk Marocco                                          | Talk Marocco      |
| Bestes Weblog auf Französisch        | Le Monolecte                                          | La vigie du web   |
| Bestes Weblog auf Indonesisch        | Catatan Ringan Angin-anginan                          | Catatan Dari Hati |
| Bestes Weblog auf Persisch           | So just what kind of country is this that we live in? | Life in Bamian    |
| Bestes Weblog auf Portugiesisch      | Física na Veia                                        | Digital Drops     |
| Bestes Weblog auf Russisch           | metkere.com                                           | Slon.ru           |
| Bestes Weblog auf Spanisch           | La Vuelta al Mundo de Asun y Ricardo                  | Malviviendo       |

### 2011
| Preis                                                     | Jury-Preis                                   | Nutzer-Preis                                            |
| --------------------------------------------------------- | -------------------------------------------- | ------------------------------------------------------- |
| Bestes Weblog                                             | A Tunisian Girl                              | Vahid Nikgoo                                            |
| Beste Verwendung von Technologie für sozialen Fortschritt | Rospil (Роспил)                              | Rospil (Роспил)                                         |
| Beste Soziale-Aktivitäten-Kampagne                        | We are all Khaled Said (كلنا خالد سعيد)      | Omi Rahman Pial’s Blog                                  |
| Reporter ohne Grenzen-Preis                               | Ciudad Juárez, en la sombra del narcotráfico | Blog von Nowaja gaseta (Блог Новой газеты)              |
| Spezialpreis Menschenrechte                               | Migrant Rights in the Middle East            | Adibashi Bangla Blog                                    |
| Bester Video-Kanal                                        | Stands with Fist                             | Isla Presidencial                                       |
| Bestes Weblog auf Arabisch                                |                                              | Eman Hashim’s Blog „Violette Revolution“ (ثورة البنفسج) |
| Bestes Weblog auf Bengalisch                              |                                              | Arif Jebtik’s Blog (আরিফ জেবতিক’এর ব্লগ)                    |
| Bestes Weblog auf Chinesisch                              |                                              | Translator (译者)                                       |
| Bestes Weblog auf Deutsch                                 |                                              | Textilvergehen                                          |
| Bestes Weblog auf Englisch                                |                                              | Rantings of a Sandmonkey                                |
| Bestes Weblog auf Französisch                             |                                              | Serious Game                                            |
| Bestes Weblog auf Indonesisch                             |                                              | Benablog.com                                            |
| Bestes Weblog auf Persisch                                |                                              | Zucker (در قند قزل آلا)                                 |
| Bestes Weblog auf Portugiesisch                           |                                              | Vá de bike                                              |
| Bestes Weblog auf Russisch                                |                                              | Alexei Nawalnys Blog (Навальный)                        |
| Bestes Weblog auf Spanisch                                |                                              | Alberto Montt                                           |

### 2012
| Preis                                                     | Jury-Preis                             | Nutzer-Preis                                     |
| --------------------------------------------------------- | -------------------------------------- | ------------------------------------------------ |
| Bestes Weblog                                             | Window of Anguish (پنجره التهاب)       | Jou3an                                           |
| Beste Verwendung von Technologie für sozialen Fortschritt | Harassmap (خريطة التحرش الجنسي)        | Web-Wahlbeobachter (Веб-наблюдатель)             |
| Beste Soziale-Aktivitäten-Kampagne                        | Free Razan (الحرية للمدونة رزان غزاوي) | Asif Mohiuddins Blog                             |
| Reporter ohne Grenzen-Preis                               | Abu Sufian’s Blog (আবু সুফিয়ান’এর ব্লগ)     | Invisible Tibet (看不见的西藏)                   |
| Bester Video-Kanal                                        | Kuang Kuang Kuang (哐哐哐)             | Internautismo                                    |
| Sonderpreis Erziehung und Kultur                          | Fasokan                                | Grazhdanin Poet (Гражданин поэт)                 |
| Bestes Weblog auf Arabisch                                |                                        | Khaled Safi’s Blog (خالد صافي)                   |
| Bestes Weblog auf Bengalisch                              |                                        | Niaz Mowla’s Blog (সুড়ঙ্গ – নিয়াজের ভুবন)              |
| Bestes Weblog auf Chinesisch                              |                                        | iGFW                                             |
| Bestes Weblog auf Deutsch                                 |                                        | Jule Stinkesocke                                 |
| Bestes Weblog auf Englisch                                |                                        | The Chronikler                                   |
| Bestes Weblog auf Französisch                             |                                        | Kamer Kongossa                                   |
| Bestes Weblog auf Indonesisch                             |                                        | Wordsmith                                        |
| Bestes Weblog auf Persisch                                |                                        | Narenji (نارنجی)                                 |
| Bestes Weblog auf Portugiesisch                           |                                        | Catraca Livre                                    |
| Bestes Weblog auf Russisch                                |                                        | Stas Kulesch’s Blog (Здесь в… Блог Стаса Кулеша) |
| Bestes Weblog auf Spanisch                                |                                        | Chinochano                                       |

### 2013
| Preis                                    | Jury-Preis                      | Nutzer-Preis                                                                   |
| ---------------------------------------- | ------------------------------- | ------------------------------------------------------------------------------ |
| Bestes Weblog                            | Li Chengpengs Blog (李承鹏博客) | Masih Alinejads Blog (مسیح علی‌نژاد)                                            |
| Beste Innovation                         | FreeWeibo (自由微博)            | Shikkhok („Lehrer“, শিক্ষক ডটকম)                                                 |
| Beste Soziale-Aktivitäten-Kampagne       | 475                             | Na be hejab ejbari („gegen erzwungene Kleidervorschriften“, نه به حجاب اجباری) |
| Reporter ohne Grenzen-Award              | Fabbikouassi’s Blog             | Kambiz Hosseini’s Blog (پادکست‌های کمپین بین‌المللی حقوق بشر در ایران)           |
| Globaler-Medienforum-Preis               | Infolady (তথ্যকল্যাণী)              | Mohammad Darvish’s Blog (مهار بیابان‌زایی)                                      |
| Originellste und kreativste Seiten       | Me and My Shadow                | snakes.scientificworld.in/ (सर्प संसार)                                           |
| Bestes Weblog auf Arabisch               |                                 | Ahmed Jedou’s Blog (مدونة أحمد جدو)                                            |
| Bestes Weblog auf Bengalisch             |                                 | Shoily (শৈলী)                                                                    |
| Bestes Weblog auf Chinesisch             |                                 | Qiwenlu (奇闻录)                                                               |
| Bestes Weblog auf Deutsch                |                                 | Publikative.org                                                                |
| Bestes Weblog auf Englisch               |                                 | Mideast Youth                                                                  |
| Bestes Weblog auf Französisch            |                                 | Guinée plurielle                                                               |
| Bestes Weblog auf Hindi                  |                                 | TSALIM (तस्लीम)                                                                  |
| Bestes Weblog auf Indonesisch            |                                 | Blog Dokter                                                                    |
| Bestes Weblog auf Persisch               |                                 | Ama Sangari’s Blog (عمه سنگری)                                                 |
| Bestes Weblog auf Portugiesisch          |                                 | Jovem Nerd                                                                     |
| Bestes Weblog auf Russisch               |                                 | Konstantin Rubahin’s Blog (Блог Константина Рубахина)                          |
| Bestes Weblog auf Spanisch               |                                 | Sesion de Control                                                              |
| Bestes Weblog auf Türkisch               |                                 | Yüksekova Haber                                                                |
| Beste zu folgende Person (Arabisch)      |                                 | ناصر ودادي (mauretanischer Aktivist)                                           |
| Beste zu folgende Person (Bengalisch)    |                                 | সাইফ সমীর (Schriftsteller, Kritiker, Blogger)                                    |
| Beste zu folgende Person (Chinesisch)    |                                 | 莫之许的推特 (Kolumnist)                                                       |
| Beste zu folgende Person (Deutsch)       |                                 | Marie von den Benken (Unterhaltungsaccount)                                    |
| Beste zu folgende Person (Französisch)   |                                 | Okea News                                                                      |
| Beste zu folgende Person (Hindi)         |                                 | दुधवा लाइव (Berichte aus einem Tierreservat)                                      |
| Beste zu folgende Person (Indonesisch)   |                                 | Anies Baswedan                                                                 |
| Beste zu folgende Person (Persisch)      |                                 | Vahid Online (وحید آنلاین)                                                     |
| Beste zu folgende Person (Portugiesisch) |                                 | Oficial João (Facebook-Seite von João Pedro C. Motta)                          |
| Beste zu folgende Person (Russisch)      |                                 | Столичный лоск                                                                 |
| Beste zu folgende Person (Spanisch)      |                                 | Luis Carlos (venezolanischer Twitter-Benutzer)                                 |
| Beste zu folgende Person (Türkisch)      |                                 | İsmail Hakkı Polat                                                             |
| Beste zu folgende Person (Ukrainisch)    |                                 | Olga „das Eichhörnchen“ Suprun (Ольга (Білочка) Супрун)                        |

### 2014
| Preis                             | Jury-Preis                           | Nutzer-Preis                                                 |
| --------------------------------- | ------------------------------------ | ------------------------------------------------------------ |
| Bestes Weblog                     | Mosa'ab Elshamy’s Blog (مصعب الشامي) | Euromaydan (Євромайдан)                                      |
| Beste Innovation                  | BanglaBraille (বাংলাব্রেইল)               | BanglaBraille (বাংলাব্রেইল)                                       |
| Bester Sozialer Aktivismus        | Visualizing Palestine                | Xu Zhiyong und die Open Constitution Initiative (新公民运动) |
| Kreativste und originellste Seite | 王左中右的字新闻                     | Babylon13 (Вавилон13)                                        |
| Reporter ohne Grenzen-Preis       | YanukovychLeaks (Янукович-лікс)      | YanukovychLeaks (Янукович-лікс)                              |
| Globaler Medien-Forum-Preis       | Khabar Lahariya (खबर लहारिया)           | Women’s Chapter (ওম্যান চাপ্টার)                                  |
| Publikumspreis Arabisch           |                                      | Qoll (قل)                                                    |
| Publikumspreis Bengalisch         |                                      | Zero to Infinity (জিরো টু ইনফিনিটি)                                |
| Publikumspreis Chinesisch         |                                      | Ai Xiaoming’s Blog (艾晓明工作室博客)                        |
| Publikumspreis Deutsch            |                                      | Melancholie Modeste                                          |
| Publikumspreis Englisch           |                                      | Cartoon Movement                                             |
| Publikumspreis Französisch        |                                      | Les Chroniques de Yamna                                      |
| Publikumspreis Hindi              |                                      | Batangad (बतंगड़)                                              |
| Publikumspreis Indonesisch        |                                      | Change.org Indonesia                                         |
| Publikumspreis Persisch           |                                      | Laleh’s Blog (منصفانه)                                       |
| Publikumspreis Portugiesisch      |                                      | MigraMundo                                                   |
| Publikumspreis Russisch           |                                      | Stopfake.org (Стопфейк)                                      |
| Publikumspreis Spanisch           |                                      | Yo Soy Red                                                   |
| Publikumspreis Türkisch           |                                      | Yüksekova Haber                                              |
| Publikumspreis Ukrainisch         |                                      | Serhij Leschtschenko’s Blog (Блог Сергія Лещенка)            |

### 2015
Die Namen der Gewinner Best Blog-Gewinner sind auf der Deutsche-Welle-Webseite nur in der englischen Übersetzung angegeben.
| Preis                        | Jury-Preis                       | Nutzer-Preis                    |
| ---------------------------- | -------------------------------- | ------------------------------- |
| Sozialer Wandel              | Stop Acid Attacks                | Hass hilft                      |
| Technologie für das Gute     | Gershad                          | Ramy Raoof                      |
| Kunst und Medien             | Zentrum für politische Schönheit | GMB Akash                       |
| Bürger-Journalismus          | Razor’s Edge                     | GMB Akash                       |
| Publikumspreis Arabisch      |                                  | Za2eed18                        |
| Publikumspreis Bengalisch    |                                  | German Probashe                 |
| Publikumspreis Chinesisch    |                                  | Media Monitor for Women Network |
| Publikumspreis Deutsch       |                                  | #YouGeHa                        |
| Publikumspreis Englisch      |                                  | Open Migration                  |
| Publikumspreis Französisch   |                                  | Rythmes d’Afrique               |
| Publikumspreis Hindi         |                                  | Chaupal                         |
| Publikumspreis Indonesisch   |                                  | Qureta                          |
| Publikumspreis Persisch      |                                  | Kabul Taxi                      |
| Publikumspreis Portugiesisch |                                  | Amazonia Real                   |
| Publikumspreis Russisch      |                                  | Antijournalist                  |
| Publikumspreis Spanisch      |                                  | Asociación Animalista Libera    |
| Publikumspreis Türkisch      |                                  | EngelliWeb                      |
| Publikumspreis Ukrainisch    |                                  | The Price of the State          |

### 2016
Die Namen der Gewinner Best Blog-Gewinner sind auf der Deutsche-Welle-Webseite nur in der englischen Übersetzung angegeben.
| Preis                        | Jury-Preis                  | Nutzer-Preis                        |
| ---------------------------- | --------------------------- | ----------------------------------- |
| Sozialer Wandel              | Mukto Mona                  |                                     |
| Privatsphäre und Sicherheit  | Rancho Electrónico          |                                     |
| Kunst und Medien             | Zaytoun, the little refugee |                                     |
| Publikumspreis Arabisch      |                             | Dubarah                             |
| Publikumspreis Bengalisch    |                             | Toons Magazine                      |
| Publikumspreis Chinesisch    |                             | Qiwenlu (奇闻录)                    |
| Publikumspreis Deutsch       |                             | Deutschwortschatz                   |
| Publikumspreis Englisch      |                             | Take Back the Tech                  |
| Publikumspreis Französisch   |                             | Recto Verso                         |
| Publikumspreis Hindi         |                             | Akanksha Yadav’s Blog Shabd Shikhar |
| Publikumspreis Indonesisch   |                             | Selasar.com                         |
| Publikumspreis Persisch      |                             | Center for Fighting Humbug          |
| Publikumspreis Portugiesisch |                             | Straight Talk                       |
| Publikumspreis Russisch      |                             | Liza Alert                          |
| Publikumspreis Spanisch      |                             | Radio Ambulante                     |
| Publikumspreis Türkisch      |                             | 5 Harfliler                         |
| Publikumspreis Ukrainisch    |                             | Anticorruption Action Center        |